# Riaz Ahmed Gohar Shahi
Riaz Ahmed Gohar Shahi (urdu ریاض احمد گوھر شاہی), (född 25 november 1941), även Sayyedna Riaz Ahmed Gohar Shahi (urdu سیدناریاضاحمدگوھرشاہی) eller Hazrat Sayyedna Riaz Ahmed Gohar Shahi Muddazullahul Aali (urdu:حضرت سیدناریاض احمدگوھرشاہی مدظلہ العالی) är en pakistansk andlig ledare, författare och grundare av den andliga rörelsen Messias Foundation International.
Han är författare till boken, "Guds religion (2000)". Det publiceras av Messias Foundation International år 2012 med Balboa Press. Det var # 5 på förlagets bästsäljare lista den 1 juli 2012.
Shahi försvann från offentligheten 2001. Det har funnits rykten att han avled 2003, men dessa har inte kunnat bekräftas.